# Centumvirs
Le tribunal des Centumvirs ou centumviri (du latin centum cent et viri hommes) était un tribunal de la Rome antique.
Le terme peut aussi désigner les sénats de Véies et de Cures, qui comprenaient 100 membres.

## Historique
L'origine du tribunal des centumvirs n'est pas précisément datée. Karl Gottlob Zumpt fait remonter la création du tribunal des centumvirs à la promulgation de la loi des Douze Tables, soit l'année 449 av. J.-C., mais son hypothèse n'est plus retenue.
Par déduction, on situe la date d'instauration du tribunal des centumvirs au milieu du IIe siècle av. J.-C. : Plaute (vers 254-184) qui évoque fréquemment le monde judiciaire n'en fait pas mention, ce qui autorise à présumer une création postérieure. Cicéron dans son De oratore évoque plusieurs affaires plaidées devant les centumvirs. Parmi celles-ci, la plus ancienne est l'action intentée pour recouvrer ses droits par C. Hostilius Mancinus, exclu du sénat pour sa capitulation honteuse lors du siège de Numance en 136 av. J.-C.. Cicéron cite aussi la cause Curiana, plaidée par L. Licinius Crassus et Q. Mucius Scaevola, donc avant la mort de Licinius Crassus en 90 av. J.-.C.
Sous Trajan, ce nombre fut porté à 180.

## Organisation
Bien que nommés les Cent, ces juges étaient sous la république, au nombre de 105, à raison de trois élus par tribu. Leurs jugements s'appelaient les Centumviralia judicia.
Les juges étaient élus par les comices tributes, et formaient ensuite quatre tribunaux, bien que des assemblées plénières pouvaient être tenues pour connaître des cas les plus exceptionnels. Un bureau de dix juges présidait l'assemblée. L'appartenance aux centumvirs faisait partie du cursus honorum. On y vit ainsi plaider Cicéron, Tacite et Pline le Jeune.
Les Centumvirs furent installés, dans la seconde moitié du Ier siècle dans la basilique Julia.

## Compétences juridiques
Leur juridiction portait sur les matières d'héritage et de testament, bien que le cadre exact dans lequel ce tribunal intervenait reste obscur de nos jours. Cicéron évoque dans son De oratore les affaires soumises aux centumvirs, « où se présentent d'innombrables questions de toute espèce sur les usucapions, les tutelles, les droits de race ou de famille, les alluvions et les atterrissements, les esclaves et les personnes libres à qui l'impuissance de payer fait perdre leurs droits; les servitudes de murs, de jours, de gouttières : les testaments cassés ou confirmés et tant d'autres choses ».

## Sources